# Бялобжеги (деревня, Легьоновский повет)
Бялобжеги (пол. Białobrzegi) — деревня в Польше, входит в Мазовецкое воеводство, Легионовский повят, гмина Непорент (пол. gmina Nieporęt). 26 км к северу от Варшавы. Население — 1 232 человек.

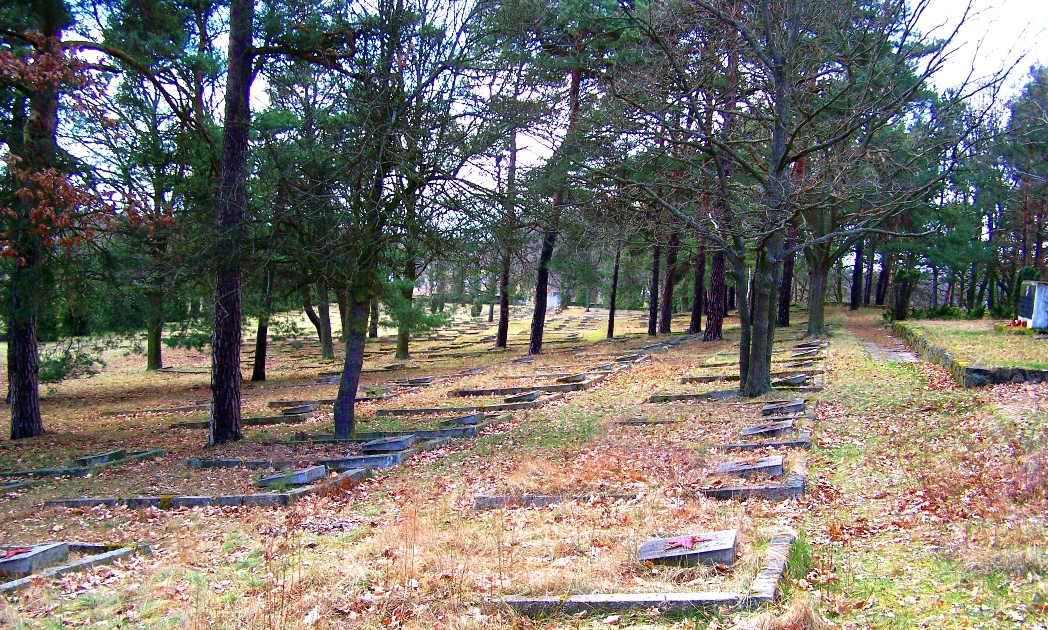
Кладбище советских военнопленных между деревнями Беняминув и Бялобжеги

В 1942—1944 годах между деревнями Бялобжеги и Беняминув (пол. Beniaminów) находился лагерь советских военнопленных (Stalag 333). От голода и болезней умерло около 30 000 узников, тела которых свозились для захоронения в лес близ Бялобжеги. В 1947 году было обустроено специальное кладбище, на котором в 95 братских и 145 индивидуальных могилах захоронили эксгумированные останки советских военнопленных.
Площадь кладбища — 1,8 га. Ограждение — каменная стена. На захоронении имеются два памятника с памятными таблицами, выполнены они из бетона.